# Baståsen

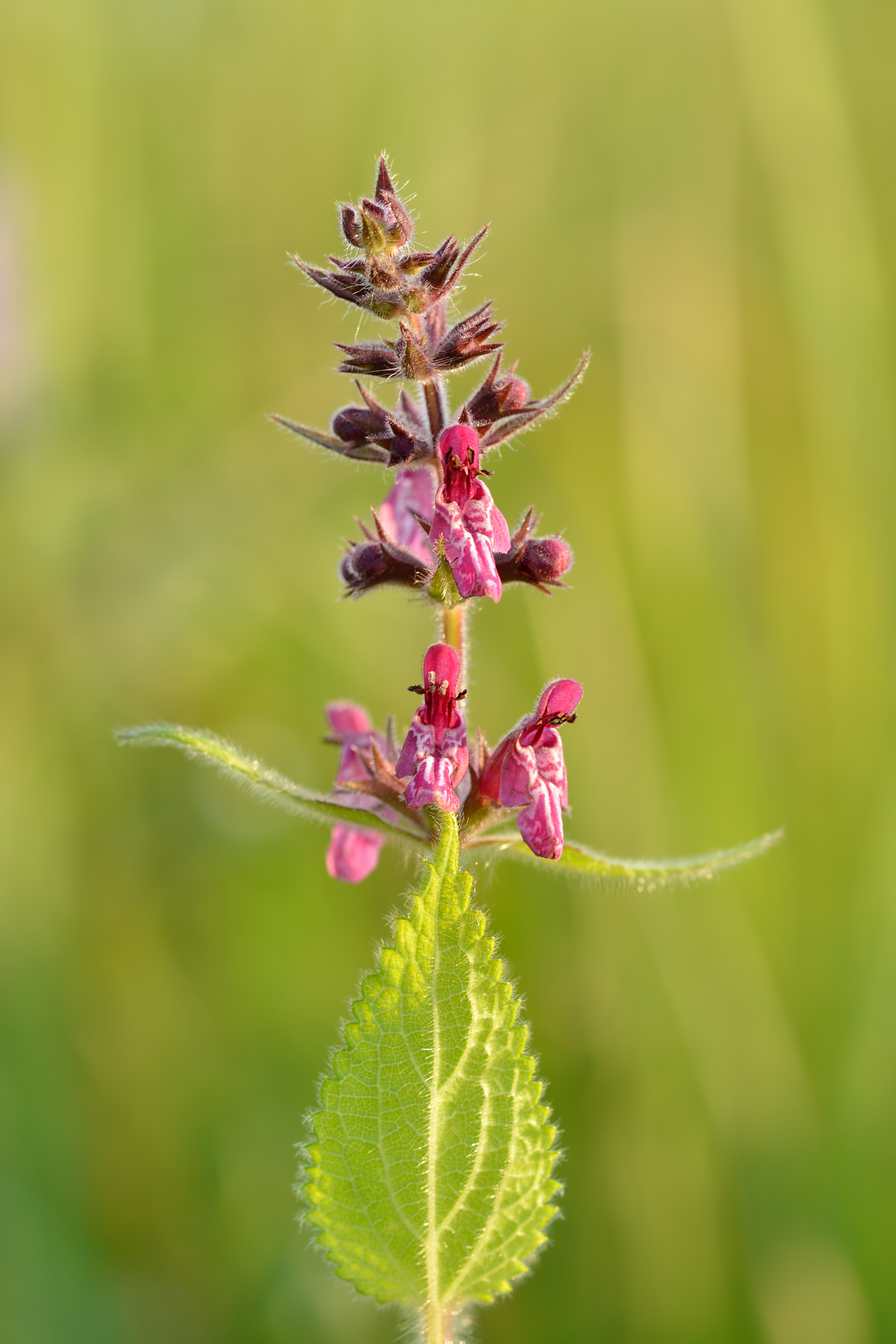
Stinksyska

Baståsen är ett naturreservat i Åmåls kommun i Västra Götalands län.
Området är skyddat som naturreservat sedan 1994 då ett 5 hektar stort område avsattes. År 2013 utökades området till 63 hektar. Det utgörs av en brant sluttning på sjön Ärrens västra strand och beläget 6 km söder om Fengersfors. 
Bergsområdet är täckt av ädellövskog som domineras av lind, alm, lönn och ask. Där växer även brakved, skogstry, olvon, hägg och hassel. Berget består av kvartsit och ett mindre band av lerskiffer. På marken kan man hitta arter som blåsippa, stinksyska, skogssvingel, myskmadra och vårärt. Där växer även strutbräken, hässlebrodd och tandrot. 
I detta naturreservat finns en rik lavflora. Där växer sällsynta arter som örtlav, grynig gelélav, blylav och jättelav. Där finns även landlevande mollusker och man har funnit 32 arter av snäckor och fem arter av sniglar. 
Området ingår i EU:s ekologiska nätverk av skyddade områden, Natura 2000 och förvaltas av Västkuststiftelsen.